# Val de trafic
Valurile de trafic, cunoscute și sub denumirile de valuri de oprire, ambuteiaje fantomă, șerpi de circulație sau șocuri de circulație, sunt perturbări care afectează distribuția mașinilor pe o autostradă. Aceste valuri se deplasează înapoi în raport cu direcția de deplasare a mașinilor. În raport cu un punct fix de pe drum, valul poate să se miște în direcția traficului, împotriva acestuia sau chiar să fie staționar (când valul se deplasează cu aceeași viteză ca și traficul). Valurile de trafic sunt un tip de ambuteiaj și fac obiectul studiului fluxului de trafic, în care traficul este analizat folosind tehnici similare celor utilizate în dinamica fluidelor. Acest fenomen este legat de efectul de acordeon.

## Atenuare
S-a afirmat că, înțelegând modul în care se formează valurile de trafic, șoferii pot reduce impactul acestora prin creșterea distanței dintre vehicule și reducerea utilizării excesive a frânei, ceea ce ar putea ameliora congestionarea traficului pentru toți participanții. Cu toate acestea, în alte modele, creșterea distanței între vehicule poate duce la reducerea capacității benzilor de circulație, ceea ce ar contribui la o congestionare mai mare. Totuși, această ipoteză este contestată, sugerându-se că principii similare celor aplicate turmelor de oi care trec printr-o poartă pot fi aplicate și în cazul traficului. În acest scenariu, intervenția umană poate diminua ambuteiajele (solitoni) prin ajustarea comportamentului individual. În mod similar, în fluxurile de trafic uman, dacă fiecare persoană ar avea o cunoaștere clară a destinației și a traseului, schimbările bruște de direcție ar putea fi evitate, reducând astfel întârzierile pentru ceilalți.

## Istorie
Primul model teoretic al valurilor de șoc în trafic a fost propus de Lighthill⁠(d) și Whitham în 1955. Anul următor, Paul Richards⁠(d) a publicat independent un model similar. Ambele lucrări s-au bazat pe principiile din dinamica fluidelor, iar acest model este cunoscut sub numele de modelul Lighthill-Whitham-Richards.